# 6236 Mallard
6236 Mallard è un asteroide della fascia principale. Scoperto nel 1988, presenta un'orbita caratterizzata da un semiasse maggiore pari a 3,1367961 UA e da un'eccentricità di 0,1873902, inclinata di 1,86825° rispetto all'eclittica.